# Kamjanka (hromada Baraszi)
Kamjanka (ukr. Кам'янка) – wieś na Ukrainie, w obwodzie żytomierskim, w rejonie zwiahelskim, w hromadzie Baraszi. W 2001 liczyła 420 mieszkańców, spośród których 419 wskazało jako ojczysty język ukraiński, a 1 rosyjski.
Znajduje tu się przystanek kolejowy Baskaky, położony na linii Korosteń – Zwiahel.